# Bröhan-Museum

Bröhan-Museum, 2015

Innenbereich, Ausstellung „Art Nouveau um 1900“, 2023

Das Bröhan-Museum – Berliner Landesmuseum für Jugendstil, Art déco und Funktionalismus – befindet sich im Berliner Ortsteil Charlottenburg. Es trägt den Namen seines Gründers, des Unternehmers und Kunstsammlers Karl H. Bröhan (1921–2000). Anlässlich seines 60. Geburtstags schenkte Bröhan die Sammlung dem Land Berlin. 1983 wurde das Bröhan-Museum in den Räumen eröffnet, die zum Ensemble des Schloss Charlottenburg gehören und ursprünglich für das Garderegiment errichtet wurden. Seit 1994 ist es ein Landesmuseum.
Das Museum beherbergt eine einzigartige Sammlung von Jugendstil, Art déco und Funktionalismus sowie Kunst der Berliner Secession. Diese Schwerpunkte werden in Wechselausstellungen durch Themen der bildenden Kunst, der angewandten Kunst und des Designs von 1950 bis in die Gegenwart ergänzt.

## Geschichte
Das Museum trägt den Namen seines Gründers Karl H. Bröhan. Der ausgebildete Großhandels- und Exportkaufmann sowie Inhaber einer zahnmedizinischen Großhandlung begann in den frühen 1960er Jahren Porzellane der Königlichen Porzellan-Manufaktur Berlin des 18. Jahrhunderts zu sammeln. Die Sammlung bildet den Grundstock der Porzellansammlung des Belvedere im Schlosspark Charlottenburg. Mitte der 1960er Jahre verlagerte sich sein Sammlungsinteresse auf die in Vergessenheit geratenen Kunstwerke des Jugendstils: „Ich hatte bemerkt, dass in der Epoche um 1900 ein kaum bekannter Schatz lag, der nur darauf zu warten schien, gehoben zu werden.“
Daraus entwickelte sich eine stetig wachsende Sammlung angewandter und bildender Kunst des Jugendstils, die später auch Werke des Art déco und Funktionalismus sowie Gemälde der Berliner Secession enthielt. 1973 eröffnete er in einer eigens für seine Sammlung erworbenen Villa im Berliner Ortsteil Dahlem ein Privatmuseum und machte so die Sammlung erstmals der Öffentlichkeit zugänglich. Anlässlich seines 60. Geburtstags schenkte er die Sammlung dem Land Berlin. Am 14. Oktober 1983 bezog das Museum seinen Standort in der Schloßstraße 1a, ein zum Ensemble des Schloss Charlottenburg gehörendes ehemaliges Kasernengebäude. 1994 wurde das Bröhan-Museum ein Berliner Landesmuseum.
Wie zuvor sein Privatmuseum, leitete Karl H. Bröhan auch das Museum in Charlottenburg. Er erweiterte den Sammlungsbestand bis zu seinem Tod im Jahr 2000. Nach seinem Tod übernahm seine Frau, die Kunsthistorikerin Margrit Bröhan, für drei Jahre die Leitung, bis sie von der Kunsthistorikerin Ingeborg Becker abgelöst wurde. Seit 2013 ist der Kunsthistoriker Tobias Hoffmann Direktor des Bröhan-Museums. Dem Direktionswechsel folgte eine Modernisierung des Museumsprogramms, das seither mit Ausstellungen wie „Do It Yourself Design“ (2016), „Kuss. Von Rodin bis Bob Dylan“ (2017) oder auch „Nordic Design. Die Antwort aufs Bauhaus“ (2019) den historischen Sammlungsbestand mit Themen der Kunst und Gestaltung bis in die Gegenwart verbindet.

## Ausstellungen
Das Bröhan-Museum zeigt seinen Sammlungsbestand im fortwährenden Wandel. Vom Konzept der Dauerausstellung abgerückt, werden Objekte regelmäßig ausgetauscht und in neuen Zusammenhängen präsentiert. Dadurch wird der reiche Sammlungsbestand nach und nach für die Öffentlichkeit sichtbar gemacht.
Unterdessen finden im Museum fünf bis sieben große Wechselausstellungen und kleinere Interventionen pro Jahr statt. Thematisch wird die Vielfalt der bildenden und angewandten Kunst sowie des Designs des 20. Jahrhunderts bis hin zur Gegenwart aufgezeigt. Die präsentierten Objekte der Wechselausstellungen sind neben den Werken der eigenen Sammlung, auch nationale und internationalen Leihgaben.
Für die kleineren Schauen entstand 2016 das Format „Blackbox“. Unter diesem Titel werden in regelmäßigen Abständen Ausstellungen zur Plakatgestaltung, Grafik und Fotografie gezeigt.
Dem Museum stehen drei Geschosse des Hauses für die Ausstellungspräsentation zur Verfügung. Sowohl die Geschosse als auch die einzelnen Räume werden regelmäßig zu den neuen Ausstellungen umgestaltet.

## Sammlung
Die Sammlung umfasst hauptsächlich Werke aus der Zeitspanne des ausgehenden 19. Jahrhunderts bis zum Beginn des Zweiten Weltkriegs und lässt sich in folgende Bereiche einteilen: Jugendstil, Art déco, Funktionalismus und die Berliner Secession. Zum Sammlungsbestand gehören Möbel, Porzellan, Glas, Keramik, Metall, Lichtkunst und Textilien sowie Grafikdesign, Gemälde und Skulpturen.

Figuren aus dem Tafelaufsatz Le jeu de l’echarpe von Agathon Léonard, 1899
Buffet von Hector Guimard, Paris, 1899–1900
Plakat JOB von Alfons Mucha, 1898
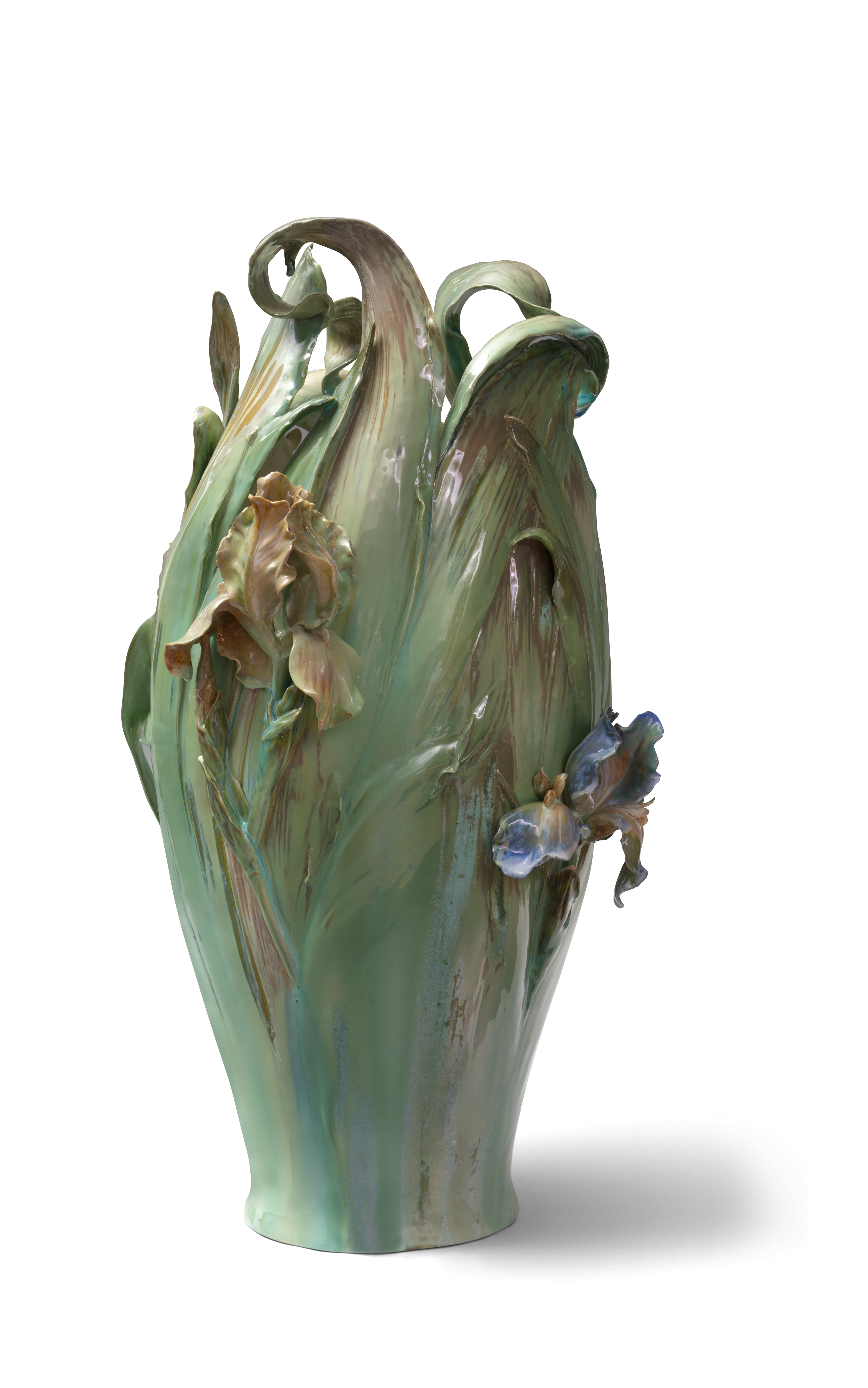
Vase mit Schwertlilienblättern und -blüten, KPM Berlin, Entwurf Albert Klein, 1899
Spiegel mit Frauenkopf von Franz Hagenauer, um 1930
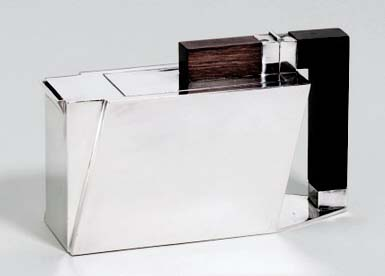
Teekanne von La Maison Desny, um 1930
Seerosen von Karl Hagemeister, 1902
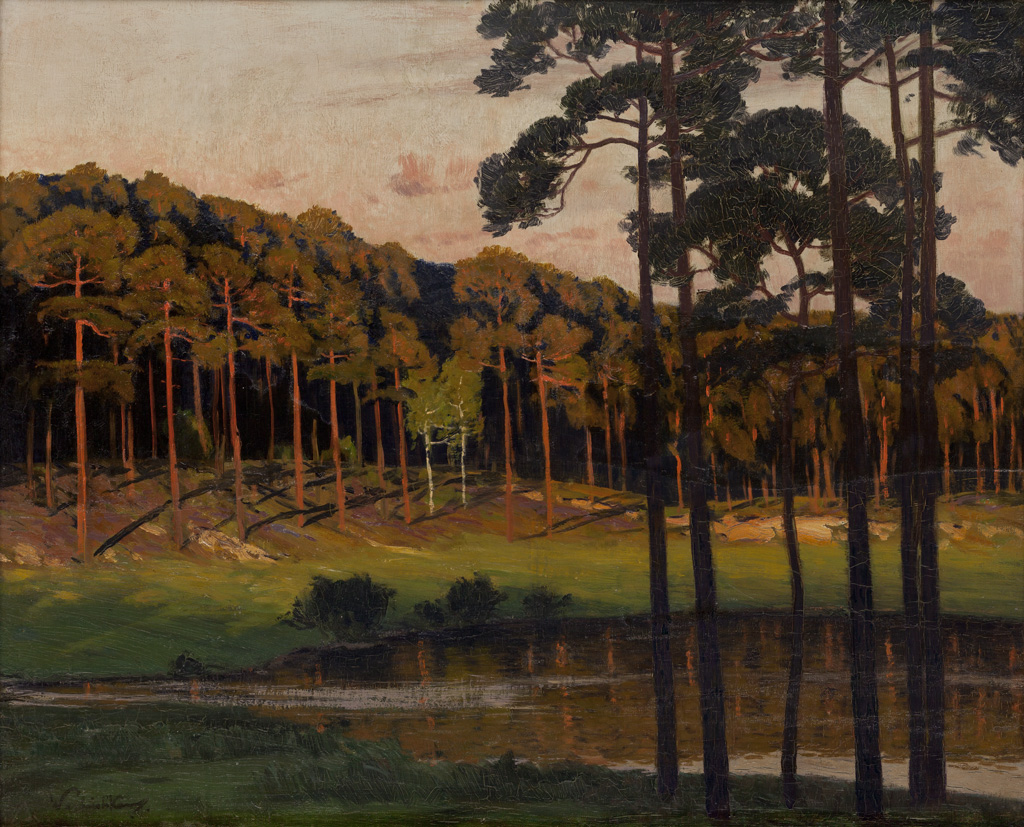
Schlachtensee von Walter Leistikow, o. J.
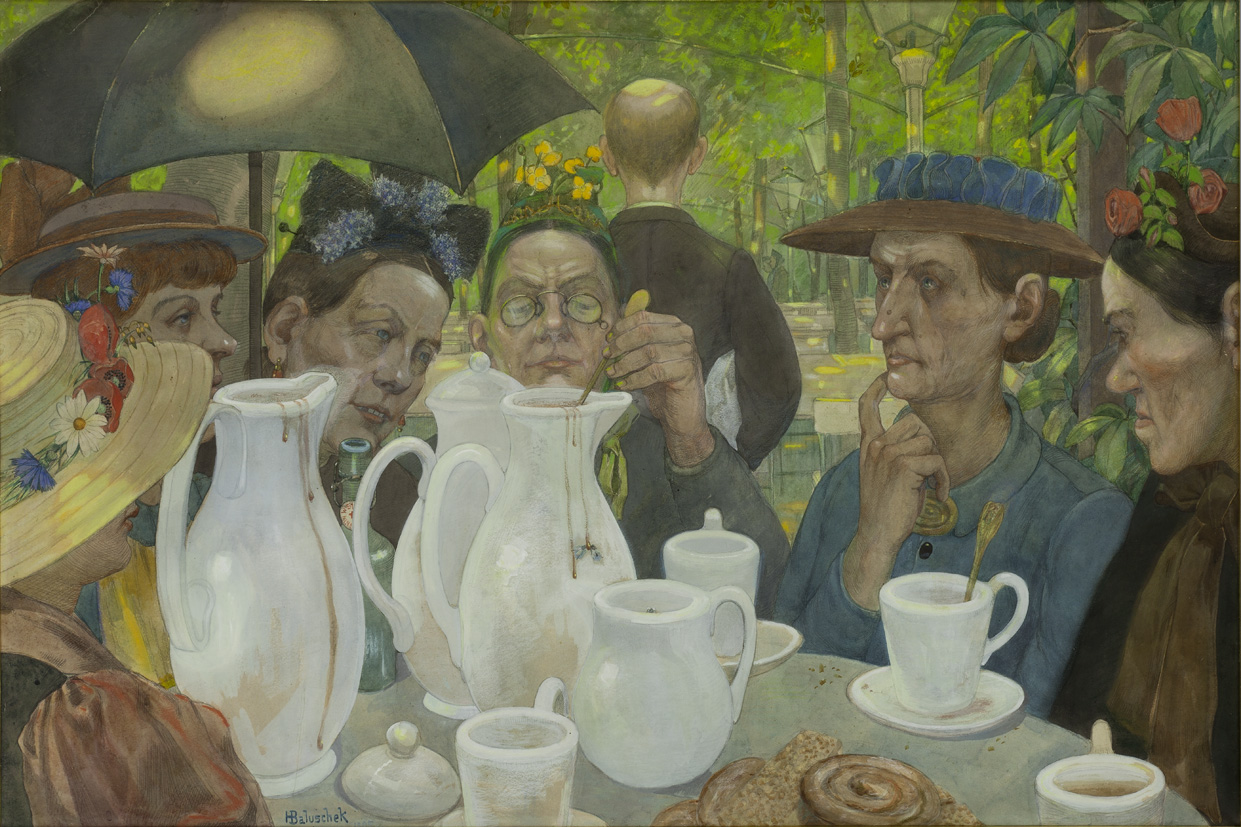
Hier können Familien Kaffee kochen von Hans Baluschek, 1895
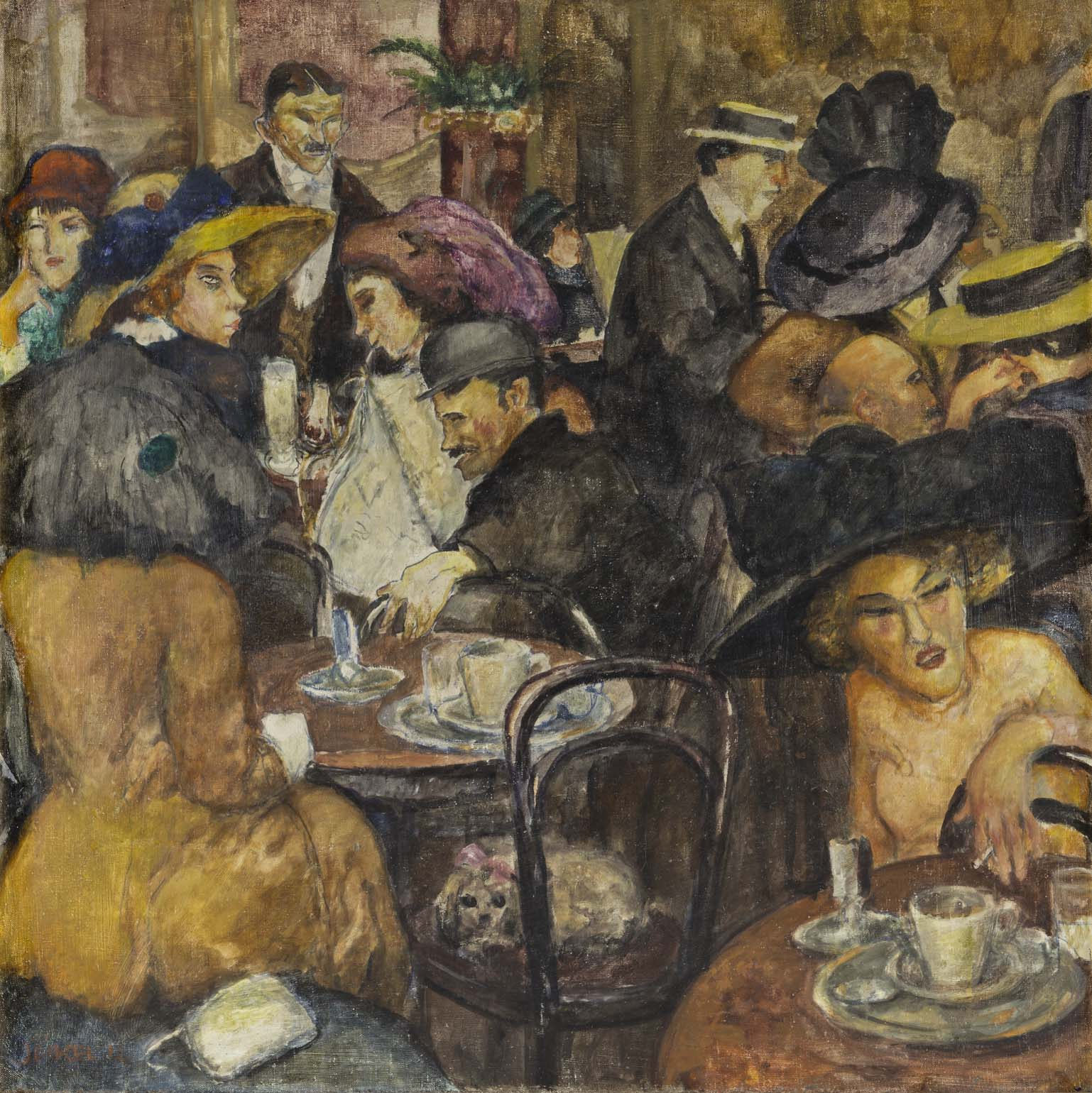
Im Romanischen Café von Willy Jaeckel, 1912

### Jugendstil
Die international bedeutende Jugendstilsammlung ist das Herzstück des Bröhan-Museums. Sie umfasst verschiedene nationale Ausprägungen der Stilrichtung, einschließlich der britischen Arts and Crafts-Bewegung, des französischen Art nouveau, des deutschen und skandinavischen Jugendstils sowie der Wiener Secession. In der Sammlung vertretene Künstler sind zum Beispiel Hector Guimard, Henry van de Velde und Peter Behrens.
Besonders reich ist die Porzellansammlung mit Werken der wichtigsten Manufakturen aus Deutschland, Frankreich und Skandinavien, wie die Königlichen Porzellan-Manufakturen Berlin, Meißen, Nymphenburg und Kopenhagen sowie die Manufacture nationale de Sèvres und den Porzellanfabriken Rörstrand und Bing & Grøndahl.
Die Glaskunst des Jugendstils ist durch Werke von Émile Gallé, Daum Frères et Cie und Johann Loetz Witwe repräsentiert.

### Art déco
Die Stilrichtung des Art déco ist unter anderem mit französischen Möbelensembles von Jacques-Émile Ruhlmann, dem Hause Dominique und Süe et Mare in der Sammlung des Bröhan-Museums vertreten. Die Metallkunst findet Ausdruck in Schmiedearbeiten von Edgar Brandt und Silberarbeiten von Jean Puiforcat sowie Tétard Frères. Die Ausprägung des Stils in Deutschland zeigt sich in Keramiken der Haël-Werkstätte und Metallarbeiten der Reimann-Schule.

### Funktionalismus
In der Sammlung des Bröhan-Museums schlagen Objekte mit funktionalistischer Gestaltung den Bogen vom Jugendstil zum modernen Industriedesign. Führende Gestalter sind mit Möbeln, Grafik, Keramik-, Glas- und Metallarbeiten in der Sammlung vertreten. Sie stammen aus dem Umfeld des Deutschen Werkbunds – darunter Peter Behrens, Richard Riemerschmid, Bruno Paul und Wilhelm Wagenfeld – und gestalteten in Zusammenarbeit mit Unternehmen wie Kaffee HAG und der AEG (Allgemeine Elektricitäts-Gesellschaft).
Als radikalste Umsetzung des funktionalistischen Designs in der Weimarer Republik gilt das „Neue Frankfurt“ – ein Wohnungsbauprogramm in Frankfurt am Main unter der Führung des Architekten Ernst May. Wichtige Vertreter in der Sammlung des Bröhan-Museums sind zum Beispiel Margarete Schütte-Lihotzky mit der Frankfurter Küche oder Richard Schadewell mit dem Telefon Modell Frankfurt der Firma H. Fuld & Co.

### Berliner Secession
Die Künstler der Berliner Secession bilden einen weiteren Schwerpunkt in der Sammlung des Bröhan-Museums. Besonders groß sind die Werkkonvolute der Maler Hans Baluschek, Karl Hagemeister, Walter Leistikow und Willy Jaeckel. Weitere Secessionisten in der Sammlung sind Dora Hitz, Käthe Kollwitz, Franz Skarbina und Martin Brandenburg. Anhand dieses Bestands lässt sich die Entwicklung vom Impressionismus und Symbolismus zum Expressionismus nachvollziehen. Letztere Stilrichtung ist unter anderem durch Wilhelm Kohlhoff und Bruno Krauskopf vertreten.

## Veranstaltungen und Vermittlungsangebote
Passend zu den jeweiligen Sonderausstellungen bietet das Bröhan-Museum ein umfangreiches Begleitprogramm an. Abgestimmt auf die Themen der Ausstellungen finden Vorträge, Podiumsdiskussionen, Tanzveranstaltungen und Konzerte statt. Besonderer Höhepunkt ist das jährliche Sommerfest, das zusammen mit dem Museum Berggruen und dem Rathgen-Forschungslabor der Staatlichen Museen zu Berlin ausgerichtet wird.
Der Bereich Bildung und Vermittlung ist fester Bestandteil des Bröhan-Museums und entwickelt abwechslungsreiche Programme für Kinder, Jugendliche und Erwachsene. Bei Workshops, Ferienangeboten, Kindergeburtstagen und den regelmäßig stattfindenden Familiensonntagen können Kinder und ihre Familien Kunst und Design kennenlernen. Zu ausgewählten Sonderausstellungen wird eine offene Designwerkstatt angeboten. Um einem diversen Publikum die aktive Teilhabe an museumsspezifischen Inhalten zu ermöglichen, gibt es neue Formate, die außerhalb des Museums stattfinden. Ein Beispiel dafür ist das Mobile Zukunftslabor, das 2019 im Rahmen der Ausstellung „Reaching Out for the Future. Zukunftsfantasien um 1900“ in verschiedenen Berliner Bezirken war. Die Passanten wurden zum Mitmachen angeregt und ihre Ergebnisse im Museum ausgestellt.

## Provenienzforschung
Auch das Bröhan-Museum kommt seiner Verpflichtung aus der Washingtoner Erklärung nach und widmet sich der Provenienzforschung. Ziel ist es, die Herkunftsgeschichte seiner Sammlungsobjekte zu rekonstruieren und wenn möglich frühere Eigentümer zu identifizieren. Im Zentrum steht die Frage, ob sich darunter Verfolgte des NS-Regimes oder des DDR-Regimes befunden haben, die ihren Kunstbesitz verfolgungsbedingt verloren haben.

## Publikationen
Schon unter Karl H. Bröhan entstanden zahlreiche wissenschaftliche Dokumentationen und Publikationen. Aufgrund der umfangreichen Bestandskataloge des Museums ist der Sammler maßgeblich an der Wiederbelebung der Epoche zwischen 1889 und 1939 beteiligt.
Ferner gibt das Bröhan-Museum in Zusammenarbeit mit verschiedenen Verlagen Kataloge zu zahlreichen Sonderausstellungen heraus, die als Erweiterung des Ausstellungsprogramms fungieren.
Auswahl von Publikationen
- Tobias Hoffmann, Anna Grosskopf, Fabian Reifferscheidt (Hrsg.): „Zu wenig Parfüm, zu viel Pfütze.“ Hans Baluschek zum 150. Geburtstag. Ausstellungskatalog. Bröhan-Museum Berlin. Wienand Verlag, Köln 2020, ISBN 978-3-86832-565-2.
- Tobias Hoffmann (Hrsg.): Nordic Design. Die Antwort aufs Bauhaus. Ausstellungskatalog. Bröhan-Museum Berlin. Arnoldsche Verlagsanstalt, Stuttgart 2019, ISBN 978-3-89790-582-5.
- Tobias Hoffmann, Anna Grosskopf, Sabine Meister (Hrsg.): Skandal! Mythos! Moderne! Vereinigung der XI in Berlin. Ausstellungskatalog. Bröhan-Museum Berlin. Wienand Verlag, Köln 2019, ISBN 978-3-86832-523-2.
- Tobias Hoffmann (Hrsg.): Von Arts and Crafts zum Bauhaus. Kunst und Design – eine neue Einheit! Ausstellungskatalog. Bröhan-Museum Berlin. Wienand Verlag, Köln 2019, ISBN 978-3-86832-455-6.
- Tobias Hoffmann (Hrsg.): George Grosz in Berlin. Ausstellungskatalog. Bröhan-Museum Berlin. Kerber Art Verlag, Bielefeld 2018, ISBN 978-3-7356-0520-7.
- Tobias Hoffmann (Hrsg.): Dieter Hacker politisch fotografieren (1974–1981). Ausstellungskatalog. Bröhan-Museum Berlin. Wienand Verlag, Köln 2018, ISBN 978-3-86832-495-2.
- Tobias Hoffmann, Anna Grosskopf (Hrsg.): Das französische Grafikerkollektiv Grapus. Ausstellungskatalog. Bröhan-Museum Berlin. Berlin 2018, ISBN 978-3-941588-13-4.
- Tobias Hoffmann (Hrsg.): Berliner Realismus. Von Käthe Kollwitz bis Otto Dix. Sozialkritik – Satire – Revolution. Ausstellungskatalog. Bröhan-Museum Berlin. Wienand Verlag, Köln 2018, ISBN 978-3-86832-440-2.
- Tobias Hoffmann (Hrsg.): Landschaft zwischen Impressionismus und Expressionismus. Meisterwerke von Hagemeister und Leistikow. Ausstellungskatalog. Bröhan-Museum Berlin. Deutscher Kunstverlag, Berlin 2017, ISBN 978-3-422-07452-1.
- Colori Di Murano (Sammlung Holz, Berlin). Ausstellungskatalog. Bröhan-Museum Berlin. Berlin 2016, ISBN 978-3-00-053386-0.
- Tobias Hoffmann, Anna Grosskopf (Hrsg.): Kuss. Von Rodin bis Bob Dylan. Ausstellungskatalog. Bröhan-Museum Berlin. Wienand Verlag, Köln 2016, ISBN 978-3-86832-375-7.
- Tobias Hoffmann (Hrsg.): Deutschland gegen Frankreich. Der Kampf um den Stil 1900–1930. Ausstellungskatalog. Bröhan-Museum Berlin. Wienand Verlag, Köln 2016, ISBN 978-3-86832-342-9.
- Tobias Hoffmann (Hrsg.): All that Jazz – Plakatkunst von Nikolaus Troxler. Ausstellungskatalog. Bröhan-Museum Berlin. Berlin 2016, ISBN 978-3-941588-11-0.
- Tobias Hoffmann (Hrsg.): Zeitenwende. Von der Berliner Secession zur Novembergruppe. Ausstellungskatalog. Bröhan-Museum Berlin. Hirmer Verlag, Köln 2015, ISBN 978-3-7774-2499-6.
- Tobias Hoffmann, Marcus Zehentbauer (Hrsg.): Schrill, Bizarr, Brachial. Das Neue Deutsche Design der 80er Jahre. Ausstellungskatalog. Bröhan-Museum Berlin. Wienand Verlag, Köln 2014, ISBN 978-3-86832-244-6.
- Tobias Hoffmann (Hrsg.): Kunst und Keksdose. 125 Jahre Bahlsen. Ausstellungskatalog. Bröhan-Museum Berlin. Wienand Verlag, Köln 2014, ISBN 978-3-86832-228-6.
- Tobias Hoffmann (Hrsg.): 1914 – Das Ende der Belle Époque. Ausstellungskatalog. Bröhan-Museum Berlin. Wienand Verlag, Köln 2014, ISBN 978-3-86832-227-9.
- Claudia Zachow, Barbara Schmidt (Hrsg.): Geschmackssachen. Internationale Esskulturen in Berlin. Ausstellungskatalog. Bröhan-Museum Berlin. Gemeinschaftsprojekt der Universität der Künste Berlin und der Weißensee Kunsthochschule Berlin. Berlin 2013, ISBN 978-3-89462-244-2.
- Tobias Hoffmann, Claudia Kanowski (Hrsg.): Lust auf Dekor. KPM-Porzellane zwischen Jugendstil und Art Deco. Ausstellungskatalog. Bröhan-Museum Berlin. Wienand Verlag, Köln 2013, ISBN 978-3-86832-182-1.
- Ingeborg Becker, Claudia Kanowski (Hrsg.): Avantgarde für den Alltag. Jüdische Keramikerinnen in Deutschland 1919–1933. Ausstellungskatalog. Bröhan-Museum Berlin. Berlin 2013, ISBN 978-3-941588-10-3.
- Ingeborg Becker (Hrsg.): Das Tier im Blick. Der Bildhauer Anton Puchegger (1878–1917). Ausstellungskatalog. Bröhan-Museum Berlin. Berlin 2012, ISBN 978-3-941588-09-7.
- 25 Kunststücke aus Jugendstil und Art Deco. 2009/2010 – Zwei Jahre Neuerwerbungen, Schenkungen und ausgewählte Kunstwerke aus der Sammlung des Bröhan-Museum Berlin. Hrsg. von Ingeborg Becker. Berlin 2011, ISBN 978-3-941588-08-0.
- Margrit Bröhan (Hrsg.): Lauter Einzelheiten. Texte von Vorträgen und früheren Zeitungs- bzw. Magazinveröffentlichungen. Bröhan-Museum Berlin, Berlin 2010, ISBN 978-3-941588-07-3.
- Ingeborg Becker, Claudia Kanowski (Hrsg.): Fragile. Glaskunst 1889-1939. Texte zur Ausstellung. Bröhan-Museum Berlin. Berlin 2010, ISBN 978-3-941588-06-6.
- Ingeborg Becker, Manfred Großkinsky (Hrsg.): Vom Taunus zum Wannsee. Der Maler Philipp Franck (1860–1944). Ausstellungskatalog. Museum Giersch Frankfurt a. M. und Bröhan-Museum Berlin. Berlin 2010, ISBN 978-3-941588-05-9.
- Sport und Mode in Italien um 1930. Zeichnungen von Ottorino Mancioli. Ausstellungskatalog. Hrsg. vom Bröhan-Museum Berlin. Berlin 2010, ISBN 978-3-941588-04-2.
- Margrit Bröhan, Claudia Kanowski (Hrsg.): Glaskunst 1889-1939. Bestandskatalog des Bröhan-Museums Berlin. Band VII. Berlin 2010, ISBN 978-3-941588-03-5.
- Von Pfauen, Libellen und Fledermäusen. Geheimnisvolle Tierwelt im Jugendstil. Ausstellungskatalog. Hrsg. vom Bröhan-Museum Berlin. Berlin 2009, ISBN 978-3-941588-02-8.
- Ingeborg Becker (Hrsg.): Bröhan-Museum Berlin. Jugendstil – Art Déco – Funktionalismus. Museumsführer. Prestel, München / Berlin / London / New York 2006, ISBN 3-7913-3573-1.
- 30 Jahre Bröhan-Museum Berlin. Kunsthandwerk und Industriedesign. Bildergalerie. Hrsg. vom Bröhan-Museum Berlin. Passage-Verlag, Leipzig 2002, ISBN 3-9807894-2-X.
- Metallkunst der Moderne. Bestandskatalog des Bröhan-Museums Berlin. Band VI. Hrsg. vom Bröhan-Museum Berlin, Berlin 2001, ISBN 3-9801525-9-6.
- 25 Jahre Bröhan-Museum Berlin. Kunsthandwerk und Industriedesign. Bildergalerie. Hrsg. vom Bröhan-Museum Berlin. Passage-Verlag, Leipzig 1998, ISBN 3-932900-09-X.
- Porzellan. Kunst und Design 1989–1939. Vom Jugendstil zum Funktionalismus. Teil II: La Maison Moderne – Wien. Bestandskatalog des Bröhan-Museums Berlin. Band V/2. Hrsg. vom Bröhan-Museum Berlin, Berlin 1996, ISBN 3-9801525-5-3.
- Porzellan. Kunst und Design 1989–1939. Vom Jugendstil zum Funktionalismus. Teil I: L’Art Nouveau – Kgl. Kopenhagen. Bestandskatalog des Bröhan-Museums Berlin. Band V/1. Hrsg. vom Bröhan-Museum Berlin, Berlin 1993, ISBN 3-9801525-4-5.